# 村上駅 (新潟県)
村上駅（むらかみえき）は、新潟県村上市田端町にある、東日本旅客鉄道（JR東日本）羽越本線の駅である。
新潟近郊区間、およびIC乗車券「Suica」の新潟エリアは当駅が最北端である。

## 概要
村上市の中心駅であり、瀬波温泉への最寄駅。羽越本線の拠点駅の一つでもあり、運行系統は当駅南北で分割されている。
上り側（新津方）は単線、下り側（秋田方）は隣の間島駅まで複線となっている。

## 歴史

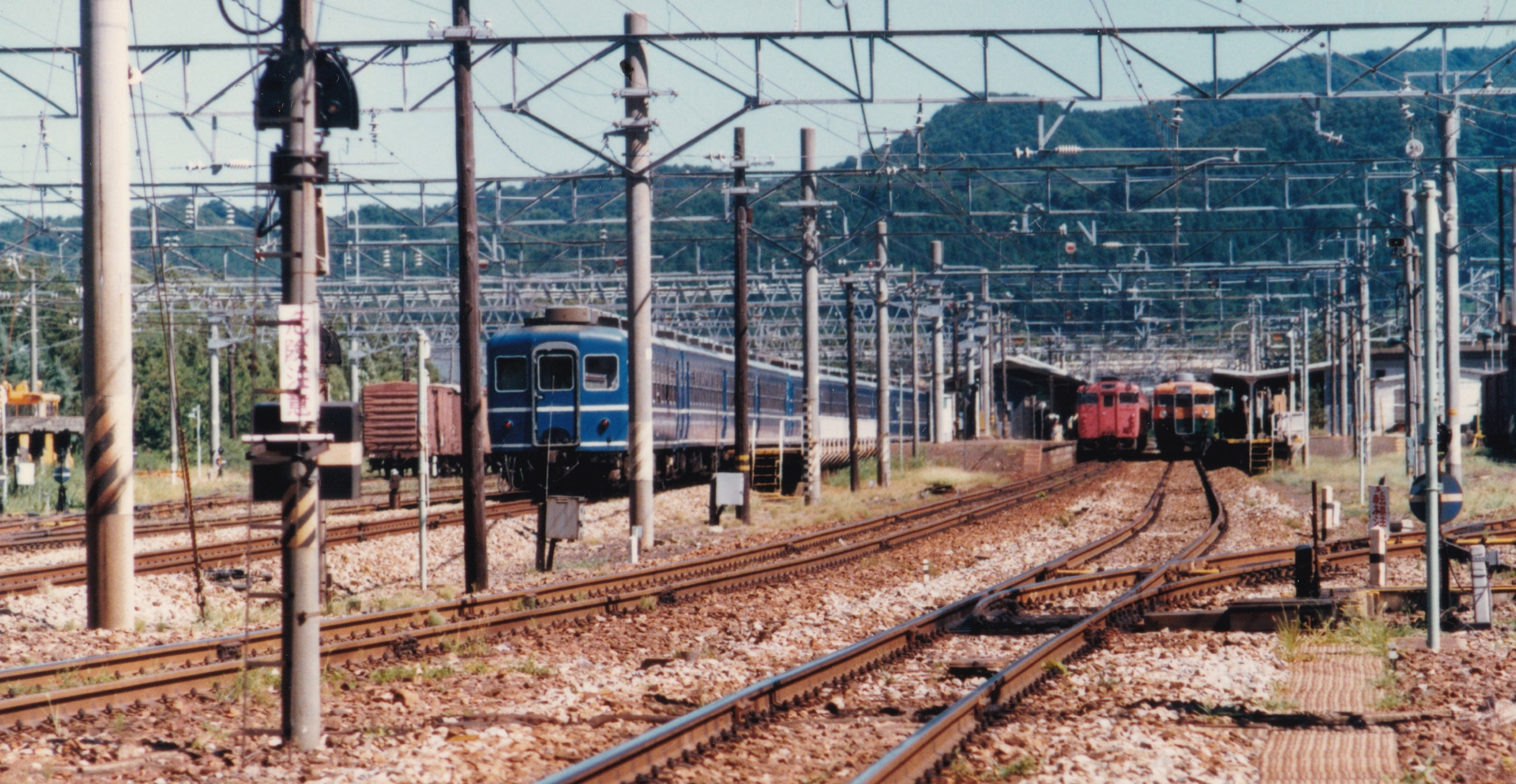
駅構内（1985年8月）
左から501レ青森ゆき急行「きたぐに」、923D村上止まり、9702M上野ゆき臨時急行「佐渡」。右側には貨物側線がある。

- 1914年（大正3年）11月1日：国有鉄道村上線・中条 - 当駅間開業の際に開設[1]。一般駅[1]。
- 1924年（大正13年）7月31日：当駅 - 鼠ヶ関間が開業。
- 1964年（昭和39年）5月31日：現駅舎に改築。
- 1972年（昭和47年）
  - 5月20日：原宿駅発、村上駅着のお召し列車が運転。第23回全国植樹祭出席のために来県した昭和天皇が乗車[2]。
  - 8月5日：羽越本線が全線電化。新津 - 当駅間は直流1,500V、当駅 - 秋田間は交流50Hz・20kVとなる。
- 1974年（昭和49年）5月：みどりの窓口の営業を開始[3]。
- 1978年（昭和53年）10月2日：寝台特急「日本海2・3号」が停車[新聞 1]。
- 1986年（昭和61年）10月20日：車扱貨物の取り扱いを廃止し、旅客駅となる[1]。
- 1986年（昭和61年）11月1日：荷物の取り扱いを廃止（ただし、新聞紙のみ継続）[1]。
- 1987年（昭和62年）4月1日：国鉄分割民営化に伴い、東日本旅客鉄道（JR東日本）の駅となる[1]。
- 1992年（平成4年）：駅レンタカー営業所の営業を開始（季節営業）[4]。
- 2005年（平成17年）
  - 7月上旬：駅舎外観がリニューアル[5][新聞 2]。
  - 12月20日：自動改札機の運用を開始。
- 2011年（平成23年）3月11日：跨線橋の供用を開始。
- 2014年（平成26年）4月1日：ICカード「Suica」の利用が可能となる[報道 1]。

### 駅西側および専用線について
駅西側には山形県酒田市のコンクリート建材メーカーである前田製管の村上工場が所在したが、2001年（平成13年）12月限りで操業を終了して撤退し、施設等が撤去され更地となった。その後は遊休地となっていたが、2003年（平成15年）10月に、市内の建設業・不動産業などからなる企業体「村上駅西開発」が設立され、翌2004年（平成16年）8月に約64,000平方メートルの敷地を取得して土地区画整理事業に着手した。その後、分譲が進められ、現在は住宅地のほか食品スーパー「原信」が出店するなど開発が進捗している。
駅西側には側線が敷設されているが、かつてはこの前田製管へ通じる専用線のほか、同工場北側に所在した日本化学工業村上工場へ通じる専用線も設けられていた。また、側線の南側には転車台があったほか、この側線にはク5000形貨車が数両搭載されたまま長期放置されていた。東側の駅舎南側には貨物ホームが設けられていたが、これらの大部分はいずれも撤去されており現存しない。

## 駅構造
単式ホーム1面1線と島式ホーム1面2線、計2面3線のホームを有する地上駅である。両ホームは南側（新津方）の跨線橋（各ホームに通じるエレベーターあり）と、北側（秋田方）の地下通路で連絡している。側線および留置線も有している。
新潟営業統括センター傘下の直営駅（駅長配置）で、管理箇所として羽越本線の加治駅 - 府屋駅間、米坂線の萩生駅 - 越後大島駅間（小国駅を除く）の各駅を管理している。
Suica対応自動改札機、みどりの窓口、自動券売機・指定席券売機、待合室、自動販売機、コンビニエンスストア（NewDaysミニ）、多機能トイレ（オストメイト対応）が設置されている。改札口周辺には旅行センター「びゅうプラザ村上駅」があったが、廃止された。
現在の駅舎は1964年（昭和39年）に竣工したものだが、レトロ調にリニューアルする改修工事が施され、2005年（平成17年）7月に現在の外観となった。
駅前広場北側には、村上市出身の大和田愛羅が作曲した唱歌『汽車』の碑が建つ。『汽車』は当駅構内でも案内放送のうち、各ホームの列車接近メロディとして使用されていたが、2014年（平成26年）3月からは発車メロディとして使用されている。

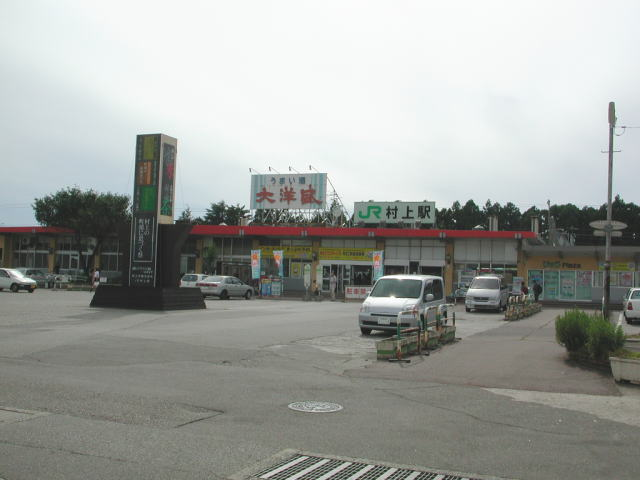
改装前の駅舎（2004年8月）
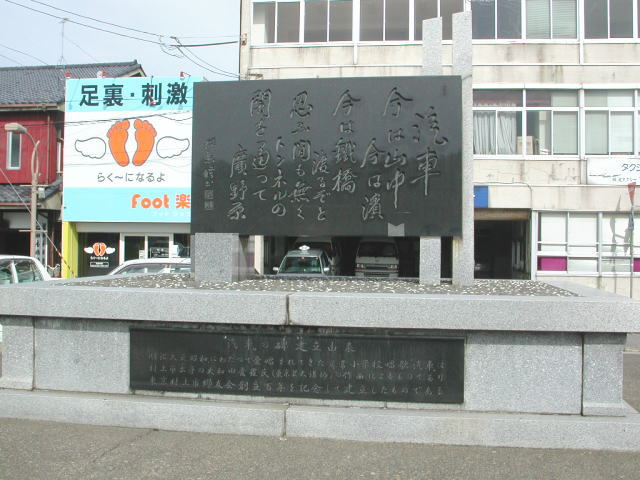
駅前に建つ「汽車」の碑（2004年8月）

### 駅周辺整備
現在の駅出入口は駅舎が所在する東側のみだが、駅舎は既に築半世紀を越えて老朽化が進み、駅前広場は面積が狭小なうえに歩道と車道の区分が明確でないため、車両や歩行者の動線が錯綜するなどの問題点を抱えている。また、近年は前述の村上駅西開発による住宅地開発をはじめ、駅西側で都市基盤整備が進捗している点、さらには現在駅前に所在するJA新潟県厚生連村上総合病院の施設老朽化に伴う駅西側への移転計画などを踏まえ、村上市では駅西側居住者の利便性改善や市街地の回遊性向上などを目的として、駅前広場の拡張や連絡通路の新設、橋上駅舎への改築などを長期的な視野として駅周辺地区の整備を進める「村上駅周辺まちづくりプラン」の策定と検討を進め、2015年（平成27年）3月25日に基本構想が答申された。同計画は概ね10か年での実施を予定しており、今後は事業の実施方法などについて引き続き検討が進められる。

### デッドセクション
当駅と間島駅との間にデッドセクションがあり、当駅は羽越本線直流電車区間の北限となっており、山陽本線下関駅（山口県下関市）から東海道本線東京駅（東京都千代田区）、高崎線高崎駅（群馬県高崎市）、長岡駅（長岡市）、新津駅を経て長らく続いた直流電化の終端駅でもある。交直流電車である特急「いなほ」や貨物列車、臨時快速「海里」（ディーゼルハイブリッド車両を使用）は直通するが、JR東日本新潟支社は一般型の交直流電車を保有しておらず、当駅から鼠ケ関・酒田方面に向かう普通列車はすべて気動車により運行している。
車両運用の都合で、新発田方面行きの列車と、酒田方面行きの列車を、2番線に同時に入線させる場合がある。このため、2番線はそれぞれの列車の乗車位置が標示されているほか、駅員による放送および電光掲示式の発車標によって、誤乗を防止するための注意を促している。

### のりば
| 番線 | 路線      | 方向 | 行先                   | 備考     |
| ---- | --------- | ---- | ---------------------- | -------- |
| 1    | ■羽越本線 | 上り | 新発田・新津・新潟方面 |          |
| 2    | ■羽越本線 | 上り | 新発田・新津・新潟方面 | 当駅始発 |
| 2    | ■羽越本線 | 下り | 鶴岡・酒田・秋田方面   | 当駅始発 |
| 3    | ■羽越本線 | 下り | 鶴岡・酒田・秋田方面   |          |

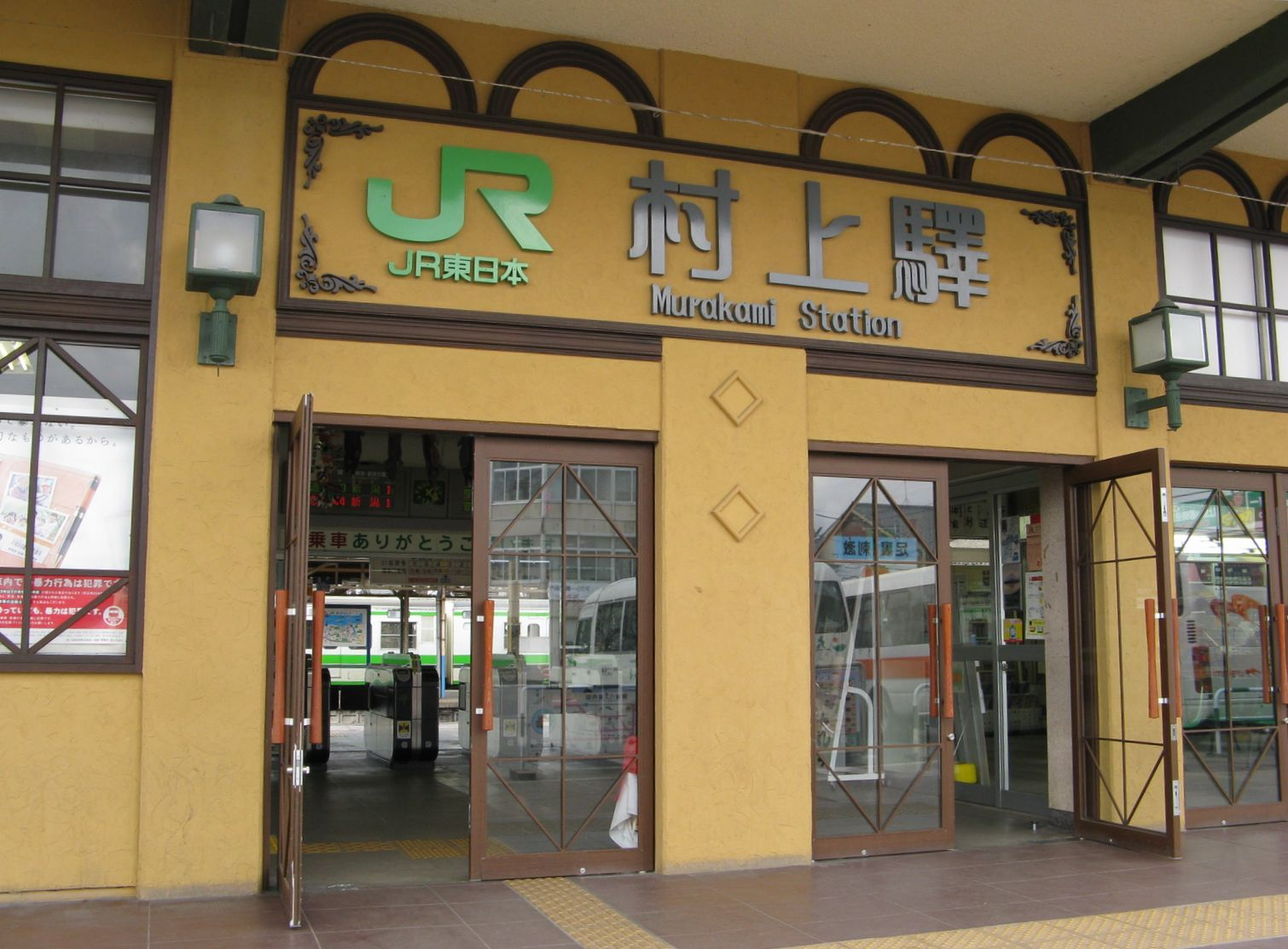
駅入口（2008年7月）
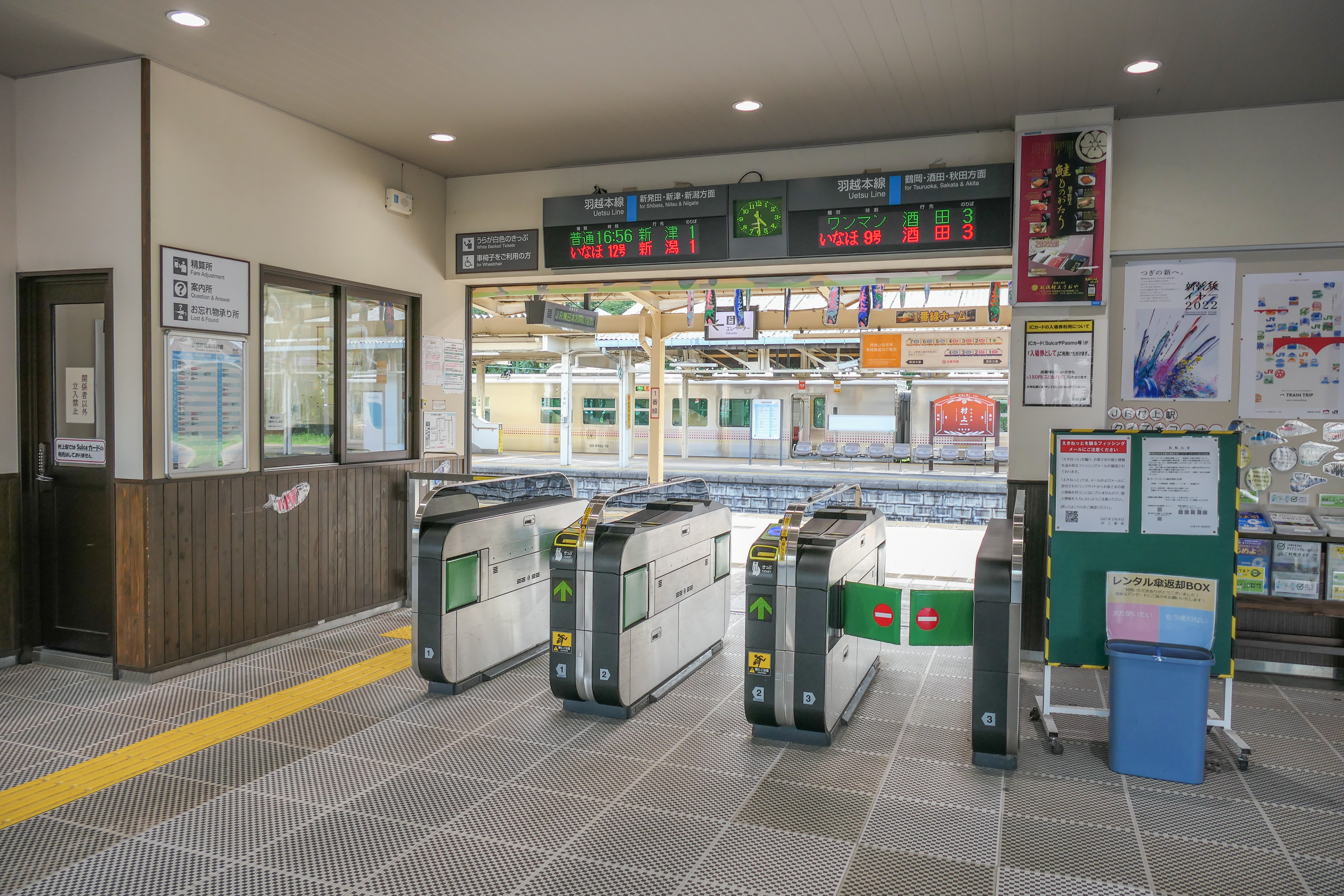
改札口（2022年7月）
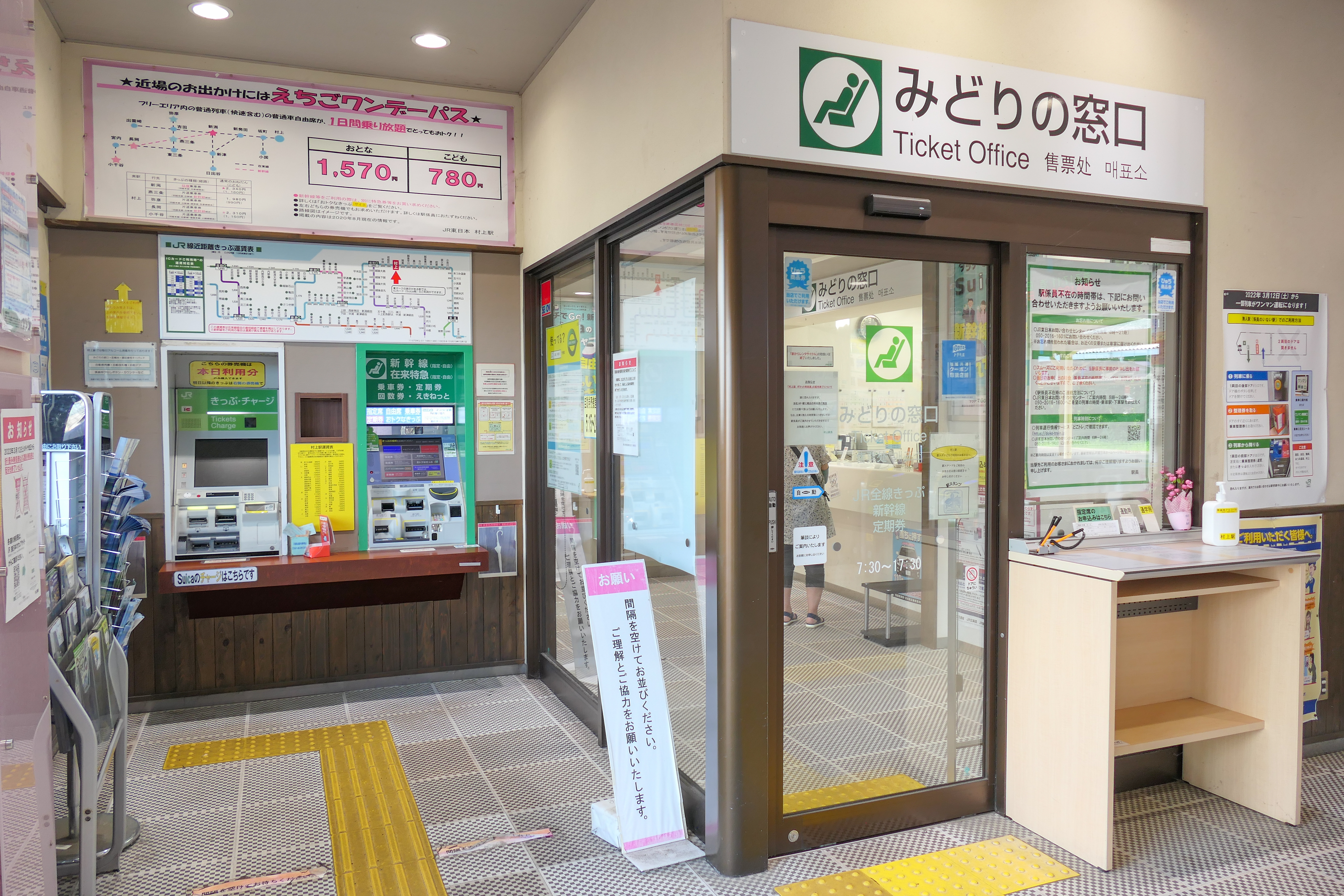
切符売り場（2022年7月）
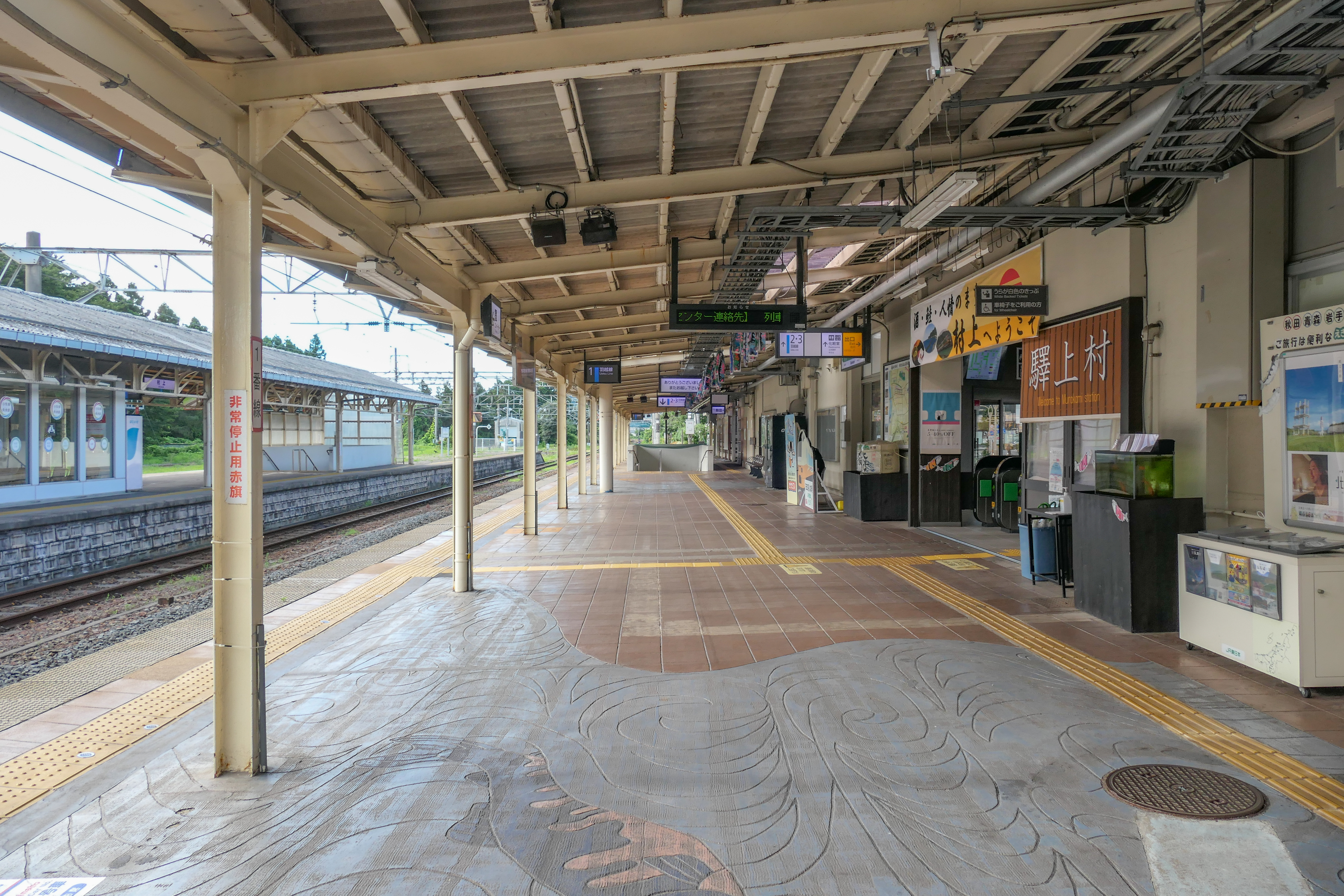
1番線ホーム（2022年7月）
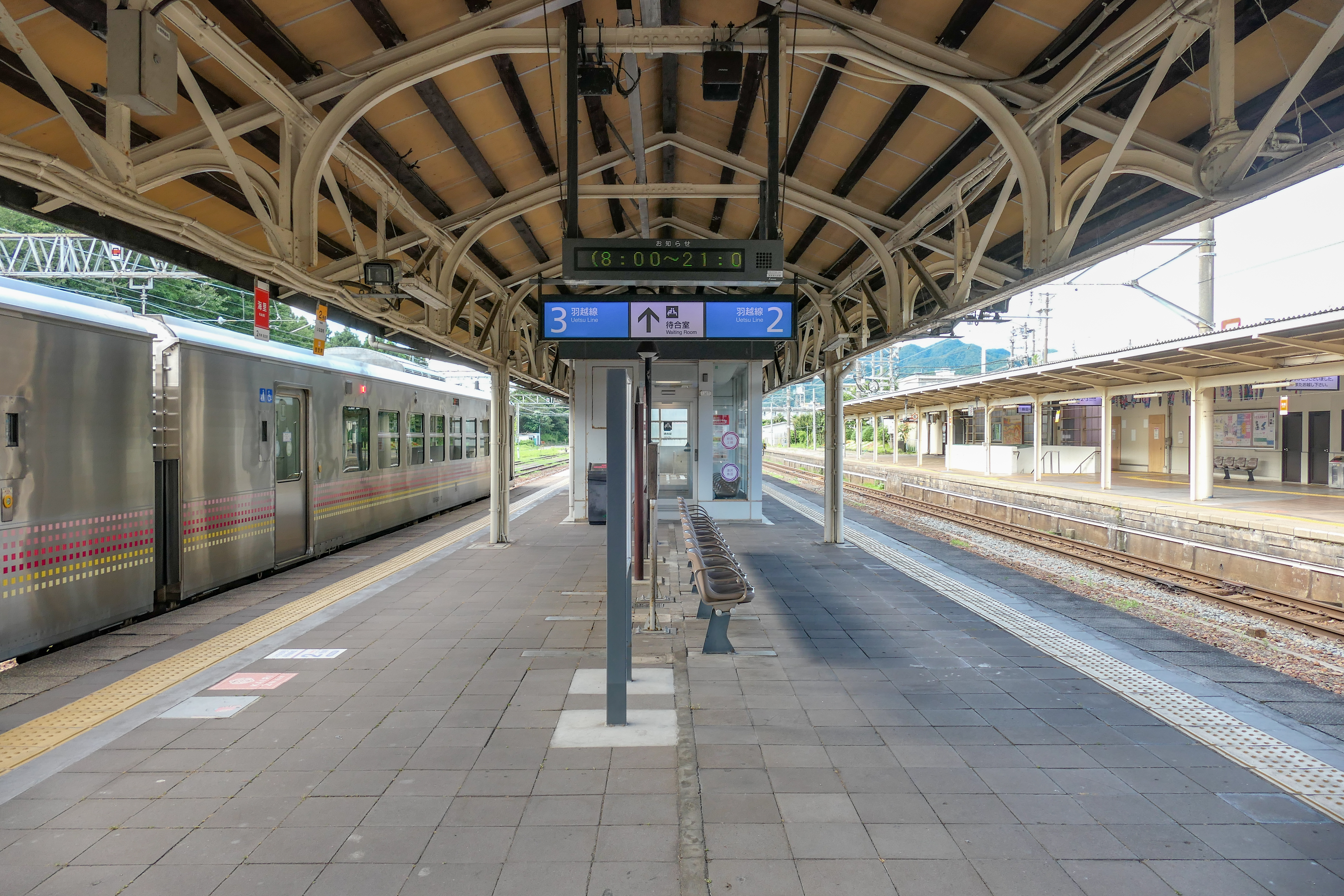
2・3番線ホーム（2022年7月）
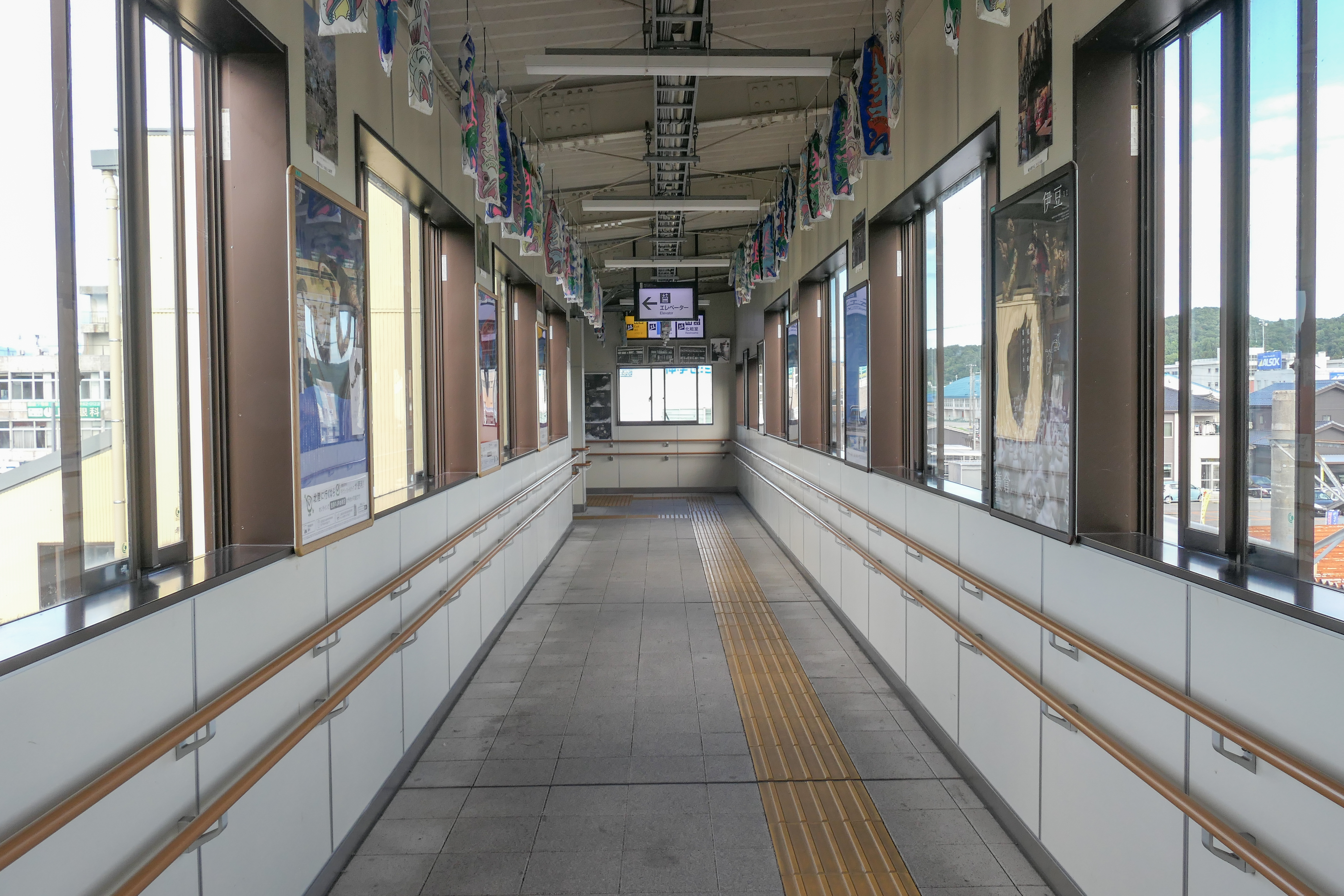
跨線橋（2022年7月）

## 利用状況
JR東日本によると、2023年度（令和5年度）の1日平均乗車人員は1,154人である。
1965年度（昭和40年度）、1970年度（昭和45年度）、1975年度（昭和50年度）、2000年度（平成12年度）以降の推移は以下のとおりである。
| 1日平均乗車人員推移 | 1日平均乗車人員推移 | 1日平均乗車人員推移 | 1日平均乗車人員推移 | 1日平均乗車人員推移 |
| 年度                | 定期外              | 定期                | 合計                | 出典                |
| ------------------- | ------------------- | ------------------- | ------------------- | ------------------- |
| 1965年（昭和40年）  |                     |                     | 3,921               | [ 利用客数 2 ]      |
| 1970年（昭和45年）  |                     |                     | 3,484               | [ 利用客数 3 ]      |
| 1975年（昭和50年）  |                     |                     | 3,434               | [ 利用客数 4 ]      |
| 2000年（平成12年）  |                     |                     | 2,205               | [ 利用客数 5 ]      |
| 2001年（平成13年）  |                     |                     | 2,084               | [ 利用客数 6 ]      |
| 2002年（平成14年）  |                     |                     | 1,951               | [ 利用客数 7 ]      |
| 2003年（平成15年）  |                     |                     | 1,931               | [ 利用客数 8 ]      |
| 2004年（平成16年）  |                     |                     | 1,946               | [ 利用客数 9 ]      |
| 2005年（平成17年）  |                     |                     | 1,978               | [ 利用客数 10 ]     |
| 2006年（平成18年）  |                     |                     | 1,950               | [ 利用客数 11 ]     |
| 2007年（平成19年）  |                     |                     | 1,927               | [ 利用客数 12 ]     |
| 2008年（平成20年）  |                     |                     | 1,930               | [ 利用客数 13 ]     |
| 2009年（平成21年）  |                     |                     | 1,912               | [ 利用客数 14 ]     |
| 2010年（平成22年）  |                     |                     | 1,847               | [ 利用客数 15 ]     |
| 2011年（平成23年）  |                     |                     | 1,797               | [ 利用客数 16 ]     |
| 2012年（平成24年）  | 380                 | 1,425               | 1,806               | [ 利用客数 17 ]     |
| 2013年（平成25年）  | 379                 | 1,481               | 1,861               | [ 利用客数 18 ]     |
| 2014年（平成26年）  | 364                 | 1,349               | 1,713               | [ 利用客数 19 ]     |
| 2015年（平成27年）  | 355                 | 1,329               | 1,684               | [ 利用客数 20 ]     |
| 2016年（平成28年）  | 348                 | 1,336               | 1,684               | [ 利用客数 21 ]     |
| 2017年（平成29年）  | 344                 | 1,319               | 1,663               | [ 利用客数 22 ]     |
| 2018年（平成30年）  | 342                 | 1,255               | 1,597               | [ 利用客数 23 ]     |
| 2019年（令和元年）  | 322                 | 1,136               | 1,458               | [ 利用客数 24 ]     |
| 2020年（令和02年）  | 160                 | 1,023               | 1,183               | [ 利用客数 25 ]     |
| 2021年（令和03年）  | 172                 | 955                 | 1,128               | [ 利用客数 26 ]     |
| 2022年（令和04年）  | 224                 | 928                 | 1,153               | [ 利用客数 27 ]     |
| 2023年（令和05年）  | 259                 | 894                 | 1,154               | [ 利用客数 1 ]      |

## 駅周辺

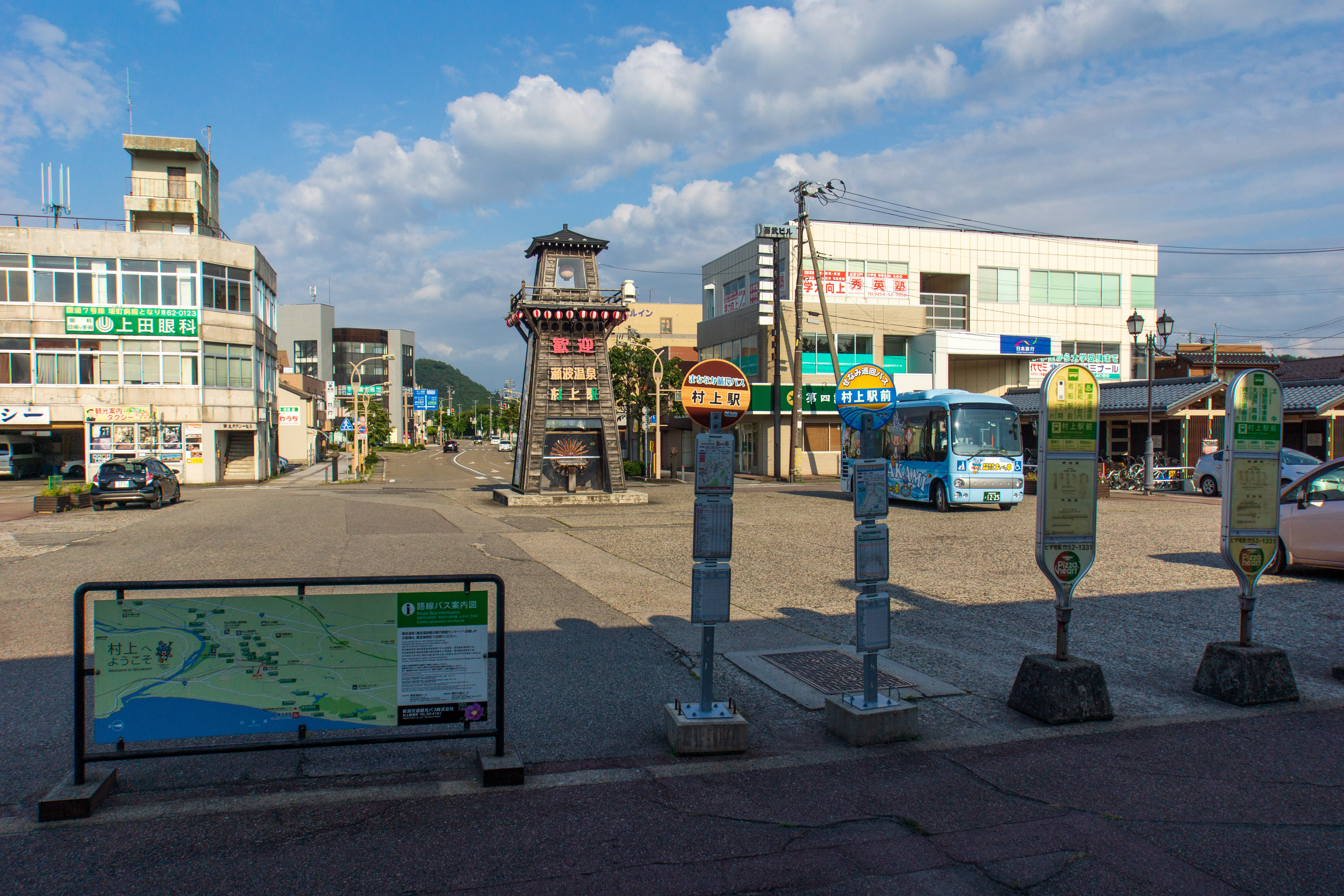
村上駅の駅前風景とバス停。奥の水色の車両は「まちなか循環バス」（2019年8月）

当駅は村上城の城下町からはやや外れた場所にあり、開業当初は周辺に茶畑が広がっていた。
旧町人地（出典の絵図を参照）に由来する商店街は北側の県道530号沿いや市役所近くの大町通り沿い（いずれも旧街道）を中心に続いており、多くの町屋が残っているほか、村上茶に由来する茶販売店や和菓子店が多数所在する。城下町では季節ごとに多くのイベントが開かれ（詳細は村上市#名所・旧跡・観光を参照）、それに合わせてSL村上ひな街道号など臨時列車が運転されることも多い。
村上駅前には2006年（平成18年）に村上市観光協会が建てた歓迎塔があり、2022年（令和4年）12月末にリニューアルされている。
駅前には観光案内所やタクシー会社、旅館、飲食店などがある。かつてはジャスコ村上店（詳細は過去に存在したジャスコの店舗#新潟県を参照）、村上ショッピングプラザ（詳細は村上市#商業を参照）など複数の大型商業施設があったが、いずれも撤退または郊外移転した。
駅出入口は東口側にしかなく、西側は長らく工場や茶畑となっていたが、前述のように開発が進み、病院やスーパーマーケット、住宅地が所在する。
- 新潟県道530号村上停車場線
- 新潟県道3号新潟新発田村上線
- 国道345号
- 村上市役所
- 新潟交通観光バス 村上営業所
- 村上郵便局
- 村上警察署村上駅前交番
- イヨボヤ会館
- おしゃぎり会館（村上市郷土資料館）
- 村上市中央図書館
- 新潟県立村上中等教育学校
- 新潟県立村上高等学校
- 新潟県立村上桜ヶ丘高等学校
- 村上市立村上第一中学校
- 村上市立村上南小学校
- 村上総合病院
- 瀬波温泉
- 原信 村上西店
- ハローワーク村上
- 村上信用金庫 駅前支店
- タウンホテル村上
- 村上総合病院

### バス路線
駅前には新潟交通観光バスが運営する路線バスのほか、「まちなか循環バス」および「せなみ循環バス」、粟島汽船岩船港行きの乗合タクシー、瀬波温泉の各宿泊施設の送迎バスの停留所がある。

## その他
当駅は「駅からレンタルサイクル」の取り扱い駅で、利用できるのは新発田駅や小国駅などの他のレンタルサイクル取り扱い駅と同じく、春から秋まで利用可能であった。料金は通常自転車1台500円だが、えちごワンデーパス・えちごツーデーパスなどのおトクなきっぷを提示すると、レンタルサイクルが無料になった。しかし、感染症流行に伴う社会混乱のため、2020年（令和2年）に取り扱いを終了した。
国鉄時代の新潟鉄道管理局では有人駅（委託駅を含む）において、自動券売機導入後も硬券入場券を発売していた。しかし、当駅においては導入後、セット券以外は一度も発売していない。
新潟空港と村上市内の間には2006年（平成18年）3月1日から、特定非営利活動法人「村上観光ルネッサンス」が運営し、市内に本社を置く村上タクシーが運行業務を受託する乗合タクシー「新潟エアポートライナーむらかみ」が運行され、当駅前も発着点の一つとなっていた。当駅 - 空港間の所要時間は約75分を目安としていた。1名から乗車でき、原則として乗車2日前からの完全予約制で、運行当日に空席があれば乗車できる方式だった。しかし、利用者が低迷し、2010年（平成22年）3月31日の運行を最後に廃止された。2022年（令和4年）現在は瀬波温泉との間で「瀬波温泉直行ライナー」（新潟空港⇔瀬波温泉）が運行されており、2021年（令和3年）7月21日以降は往復とも2日前の16時までに予約が必要となった。
東京ヤクルトスワローズに所属する村上宗隆を応援する際に村上行きの方向幕を使うことがあるが、これは当駅のことである。さらに、2023 ワールド・ベースボール・クラシックでは野球日本代表として4番に吉田正尚、5番に村上がつく打順の試合があったため、『村上（吉田経由）』という方向幕を使って応援した所もあった。

## 隣の駅
東日本旅客鉄道（JR東日本）
■羽越本線
- 特急「いなほ」、臨時快速「海里」停車駅

■快速
坂町駅 - 村上駅
■普通
岩船町駅 - 村上駅 - 間島駅

### 記事本文